# 贝沙拉·布特罗斯·拉伊
貝沙拉·伯多祿·拉伊（阿拉伯语：مار بشارة بطرس الراعي；1940年2月25日—）是天主教黎巴嫩籍主教級樞機及馬龍尼禮教會安提阿宗主教。

## 生平
拉伊於1940年2月25日在黎巴嫩Matn District的Himlaya出生，1962年7月進入馬龍尼童貞榮福瑪利亞會.，他於1967年9月3日晉鐸。從1967年到1975年，他負責梵蒂岡電台的阿拉伯語傳輸。1975年，他獲得了教會法和民事法博士學位，他還在羅馬宗座拉特朗大學研究了三年。
他於1986年7月12日晉牧，並獲教宗若望保祿二世任命為馬龍尼禮安塔基亞宗主教區輔理主教及凱撒肋亞斐理伯領銜教區領銜主教。1990年，改任默基特希臘禮天主教貝魯特-朱拜勒總教區總主教。
2011年2月26日納斯爾阿拉·布特羅斯·斯菲爾樞機榮休，2011年3月15日，經過馬龍尼禮教會主教教會選擇後，當選成為新任馬龍尼禮安提阿宗主教。2011年3月25日，被教宗任為馬龍尼禮安提約基雅宗主教區宗主教，兼任馬龍尼禮傑貝–塞爾巴–朱尼耶教區主教。
教宗本篤十六世於2012年11月24日將他擢升為樞機。由於他是自治（sui juris）個別教會宗主教，因此他被任為主教級樞機。